# Slaget vid Isted
Slaget vid Isted var ett fältslag som utkämpades under Slesvig-holsteinska kriget, den 25 juli 1850. Slaget stod vid byn Isted, norr om staden Schleswig i Slesvig-Holstein. 37 000 danskar under general Gerhard Christoph von Krogh besegrade där en slesvig-holsteinsk armé på cirka 26 000 man, vilka anfördes av general Karl Wilhelm von Willisen. Den tyska hären lyckades dock undkomma total förintelse. Slaget var det största att utkämpas på danskt territorium och den största drabbningen i nordisk historia före Finska vinterkriget.

## Bakgrund
Som en följd av vapenvilan som slöts den 10 juli 1849, drog sig det Tyska förbundet ur kriget mot Danmark. Detta betydde att Slesvig-Holstein nu stod ensamt mot danskarna. Vid mitten av juli 1850 erhöll den danska arméledningen underrättelser om att den 34 000 man starka slesvig-holsteinska armén, under befäl av Karl Wilhelm von Willisen, tagit ställning norr om staden Schleswig. Danskarna som ännu inte hade utarbetat någon fälttågsplan inför årets strider, såg nu sin chans att möta och besegra upprorsarmén i ett avgörande slag. Även tyskarna planerade att möta de danska styrkorna i en öppen drabbning. Den danska armén var numerärt och kvalitativt överlägsen, men de tyska trupperna höll fördelaktigare ställningar.

## Slaget
Slaget inleddes tidigt på morgonen den 24 juli, när den danska förtruppen fick stridskontakt med de slesvig-Holsteinska förposterna. Striderna kulminerade i en större drabbning vid ån Helligbæk, som involverade betydande styrkor från båda sidor. Efter hårda strider drevs de tyska trupperna till reträtt längs hela linjen.

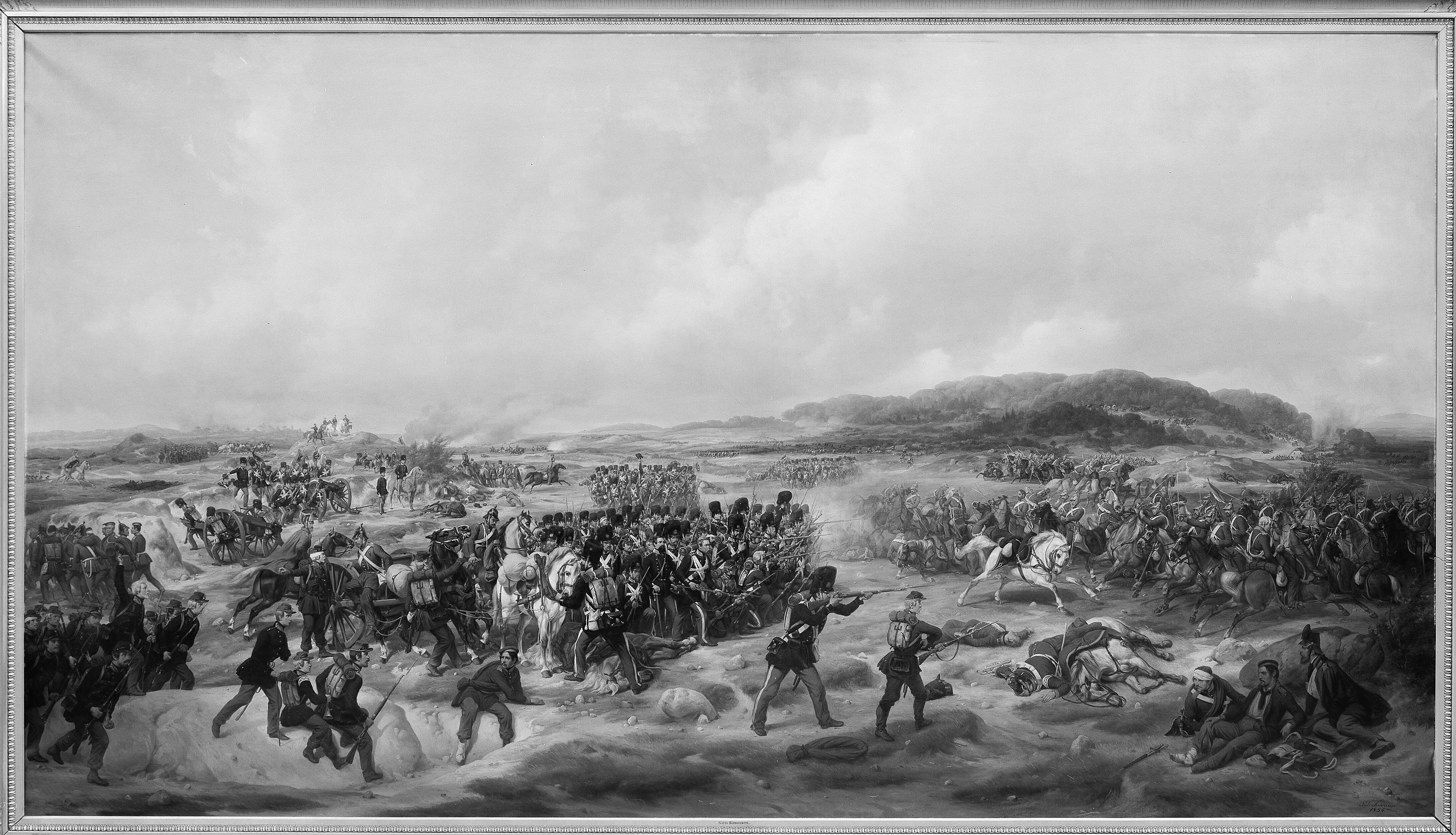
Det danska livgardet slår tillbaka ett tyskt kavallerianfall. Målning av Niels Simonsen.

Huvudstriden började natten till den 25 juli då arméernas huvudstyrkor drabbade samman. Slaget böljade fram och tillbaka under morgontimmarna. På den östra delen av slagfältet, mellan Bøglund och Nørre Farensted, drev de danska trupperna tillbaka tyskarna. Läget förändrades dock av en oväntad ändring i väderleken.
De senaste dagarnas
dagarnas varma väder förbyttes plötsligt mot hällande regn och tjock dimma. Som ett resultat av detta avbröts den danska framryckningen och initiativet gled över till den slesvig-holsteinska armén. Vid 5-tiden på morgonen gick två tyska brigader till motanfall vid byn Stolk. Striderna om byn blev oerhört hårda och kostade danskarna många stupade, däribland generalen Schleppegrell. Till slut blev trycket för stort för de danska trupperna som drevs på flykten. Efter framgången fortsatte den tyska framryckningen mot byn Isted, där våldsamma gatustrider utbröt. Först vid 7-tiden då de danska reserverna sattes i strid kunde anfallet hejdas.
Vid middagstid satte Krogh in ett samlat anfall mot den slesvig-holsteinska huvudställningen. Det danska infanteriet gick till anfall utan understöd från vare sig kavalleriet eller artilleriet. Anfallet kom vid en kritisk tidpunkt för tyskarna. Det slesvig-holsteinska artilleriet höll just då på att grupperas om och kunde inte ge eld mot de framryckande danska infanteristerna. Trots detta blev de danska trupperna tillbakaslagna. Efter motgången gick danskarna till ett förnyat anfall, varpå den slesvig-holsteinska centern kollapsade. Centerns nederlag fick de tyska flyglarna att retirera från slagfältet och kl 2;15 befann sig hela armén i reträtt. För att utnyttja oredan i den slesvig-holsteinska linjen, satte Krogh in det danska kavalleriet för att förfölja de flyende. Vid Husby stötte kavalleristerna på färska tyska förband och tvingades att dra sig tillbaka med oförrättat ärende. Trots detta fortsatte den danska armén sin framryckning för att följande kväll besätta Schleswig.

## Efterspel
De danska förlusterna uppgick till 845 stupade och 2 770 sårade och tillfångatagna. 534 tyska soldater hade dödats och ytterligare 2 274 hade sårats eller tillfångatagits. Segern hade ändå inte blivit den avgörande framgång som danskarna hade hoppats på. Den slesvig-holsteinska armén hade inte blivit tillintetgjord och man hade dessutom lidit större förluster än fienden. Som en direkt orsak av detta förlängdes kriget med ytterligare ett år.  

### Webbkällor
- http://milhist.dk/slaget/slaget-ved-isted/
- http://danmarkshistorien.dk/leksikon-og-kilder/vis/materiale/slaget-ved-isted-25-juli-1850/?no_cache=1